# Farinata bianca
La farinata bianca, detta anche farinata di grano, è una torta salata molto bassa, preparata con sola farina di grano, acqua, sale e olio di oliva.
È un prodotto tipico della cucina savonese che si cuoce in forno, in teglia, secondo lo stesso procedimento di preparazione della farinata di ceci, ed assume, rispetto a quest'ultima una maggiore croccantezza, talvolta un minore spessore e colore bianco. Si può mangiare liscia o con l'aggiunta di rosmarino, olive tritate, pancetta o altri ingredienti.
Va distinta dal turtellassu, che contiene anche una piccola parte di farina di ceci.

## Storia
Si narra che la farinata di grano nacque nel XVI secolo, a seguito della conquista di Savona da parte dei genovesi. Questi infatti interrarono il porto della città ed imposero alla popolazione un pesante dazio sui ceci, uno dei prodotti principali della cucina ligure del tempo. I savonesi cercarono così di sopperire alla mancanza di farina di ceci mischiandola con quella bianca, di grano, e successivamente utilizzando solamente quella di grano.

## Preparazione
Utilizzare farina di grano e stemperarla con acqua tiepida in una terrina (1 parte di farina e 3 d'acqua), aggiungere il sale (indicativamente la percentuale che si usa mettere nell'acqua quando si cuoce la pasta) e mescolare energicamente per scogliere eventuali grumi. Lasciare riposare la miscela per un paio d'ore, mescolando di tanto in tanto per evitare la decantazione della farina.
Ungere una teglia in rame stagnato con un velo d'olio d'oliva e versare la miscela partendo dal centro della teglia fino a uno spessore di circa 5mm. "Spezzare" l'olio con un cucchiaio di legno dai bordi verso il centro della teglia e infornare nel forno a legna già ben caldo.
Nella primissima fase della cottura è importante girare la teglia in modo da mantenere uniforme lo spessore.
È possibile arricchire la ricetta cospargendo la farinata prima di infornare con rosmarino o olive tritate oppure a metà cottura con pancetta rustica a fettine sottili, o a fine cottura con formaggi quali prescinsêua, stracchino o gorgonzola o rucola.